# Pic des Tovarres
El Pic des Tovarres és una muntanya de 2.447,6 metres d'altitud que es troba a cavall dels termes municipals de Lladorre i de Vall de Cardós (antic terme d'Estaon) a la comarca del Pallars Sobirà.
Està situat a la part nord del terme de Vall de Cardós, i al nord-occidental del de Lladorre. És a prop i al sud-est del Campirme.